# Бомберг, Даниэль

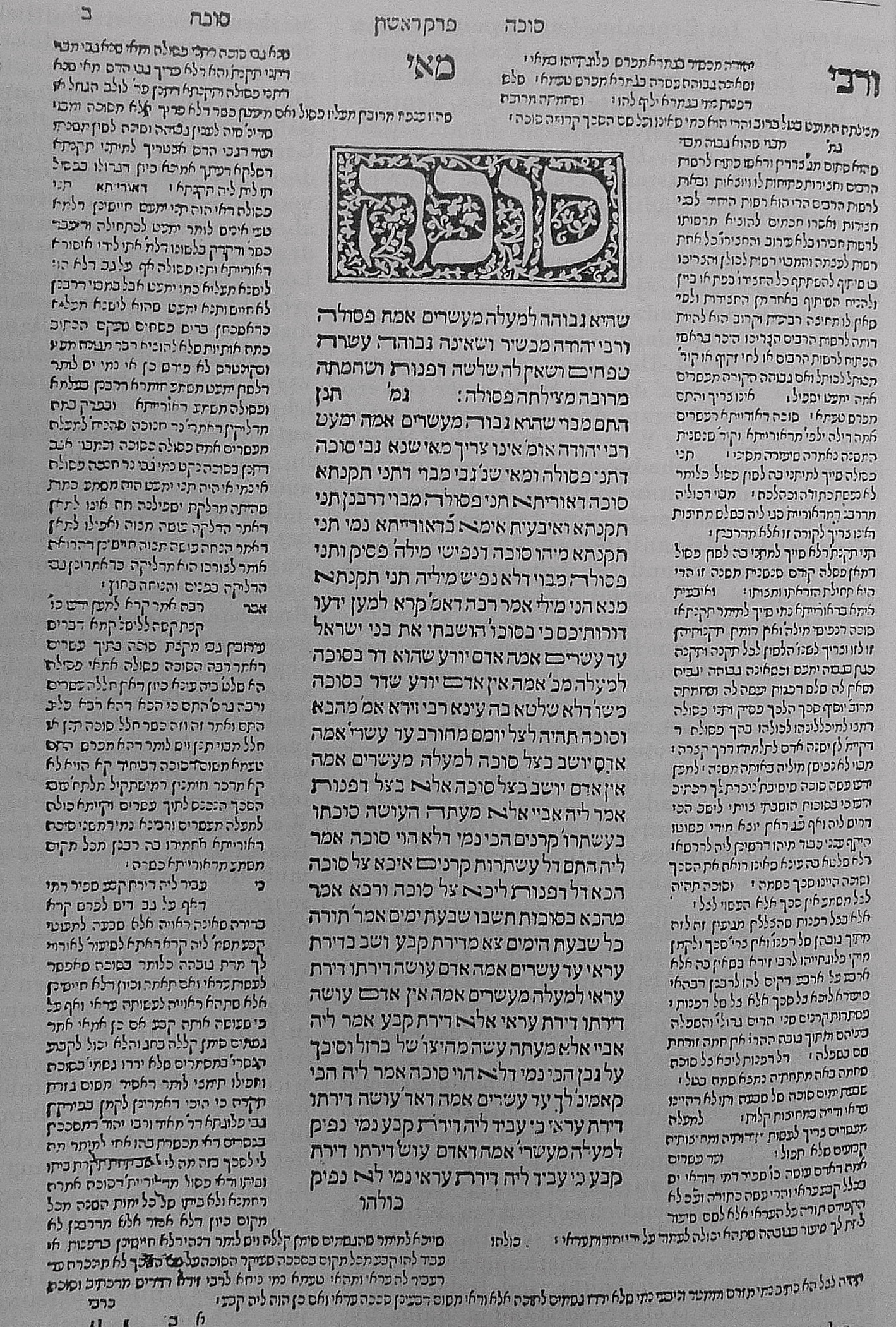
Страница из Талмуда Бомберга второго издания

Даниэ́ль Бо́мберг (нидерл. Daniel van Bomberghen; между 1470 и 1480, Антверпен, Бургундские Нидерланды — 23 декабря 1553, Антверпен, Семнадцать провинций) — голландский первопечатник эпохи Ренессанса.

## Биография
По происхождению — голландец из католической семьи, его родственники переехали в Антверпен из Харлема, они занимались торговлей тканями, преимущественно, с Италией. Его отец — Корнелиус ван Бомберген — имел представление о типографском деле и в 1496 году участвовал в издании первого Антверпенского бревиария, который был отпечатан в Венеции. Он отдал сына в обучение в Лувенский университет, после его окончания Даниэль в 1516 году сам перебрался в Венецию. Ивритом и еврейской литературой он заинтересовался, обучаясь у Феликса Пратского — крещёного еврея.
В Венеции он осуществил все свои знаменитые печатные работы на иврите — всего около 230, движимый, прежде всего, финансовыми соображениями — в Италию перебиралось множество евреев из Испании и Португалии, которые нуждались в религиозной литературе. Первое его известное издание — раввинистическая Библия с комментариями «Микраот Гедолот» (1516—1517). В 1524—1525 годах в свет вышла «Большая Библия Бомберга», основанная на масоретском тексте Аарона бен Ашера, который в свою очередь основывался на авторитете Маймонида. Параллельно Бомберг был редактором и издателем полного 12-томного издания Талмуда (первое издание 1520—1523 годов, второе завершено в 1531 году), заложив стандарт изданий религиозной литературы на иврите. До сих пор любое издание Талмуда использует разбиение на страницы по изданию Бомберга. Долгое время это было единственное издание, свободное от цензурных вставок и изъятий. Это издание получило одобрение папы Римского Льва X, кроме того, Бомберг не преследовался властями и инквизицией, уничтожавшей работы еврейских печатников. С  1527 года в венецианской типографии Бомберга работал корректором Элия Левита. 
Пользуясь уважением среди еврейской общины Италии, где проживало большинство читателей его изданий, Бомберг в 1549 году вернулся во Фландрию, где и скончался четыре года спустя.
После смерти Бомберга, его наследники продали еврейские типографские шрифты Х. Плантену, они использовались при издании «Библии Полиглотты».